# Ragnarök Festival
Il Ragnarök Festival è un festival metal incentrato principalmente sui generi pagan e viking metal che si svolge annualmente in Germania sin dal 2004.

## Edizioni

### Edizione 2011
(NB. Band confermate a gennaio 2011)
Agrypnie, Alcest, Bifrǫst, Bran Barr, Catamenia, Eïs, Enslaved, Graveworm, Hammer Horde, Ignis Fatuu, Kampfar, Månegarm, Negură Bunget, Óðrerir, Path of Golconda, Shining, Thyrfing, Valkyrja, Wolfchant.

### Edizione 2010
Agathodaimon, Akrea, Arkona, Belphegor, Carach Angren, Ctulu, Ensiferum, Gorgoroth, GrailKnights, Haggard, Heathen Foray, Helfahrt, Hellsaw, Helrunar, Hollenthon, Imperium Dekadenz, Kromlek, Midnattsol, Obscurity, Ravenlore, Sarke, Skyforger, Slartibartfass, Sólstafir, Thormesis, Van Canto, Vreid

### Edizione 2009
16, 17, 18 marzo
Adorned Brood, Alestorm, Alkonost, Andras, Arkona (cancellato per via della gravidanza della cantante), Cor Scorpii, Dark Fortress, Dornenreich, Einherjer, Falchion, Fejd, Finsterforst, Fjoergyn, Gernotshagen (cancellato) Heidevolk, Irrbloss, Kivimetsän Druidi, Korpiklaani, Månegarm, Melechesh, Midnattsol (cancellato per problemi di ordine in scaletta), Sarkom, Thyrfing, Týr, Yggdrasil

### Edizione 2008
28, 29 marzo
Agalloch, Arkona, Battlelore, Elexorien, Fimbulthier, Haggard, Hellsaw, Helritt, Helrunar, Killing Spree, Menhir, Minas Morgul, Negură Bunget, Norther, Primordial, Sear Bliss, Skyforger, Svartsot, Sworn, Thronar, Trimonium, Trollfest, Turisas, Unleashed, Vreid, Winterdome, Wolfchant, XIV Dark Centuries

### Edizione 2007
30, 31 marzo
Aaskereia, Angantyr, Black Messiah, Cruachan, Eluveitie, Fjoergyn, Gernotshagen, Heidevolk, Hel, Helfahrt, Helheim, Kampfar, Koldbrann, Kromlek, Månegarm, Minas Morgul, Moonsorrow, Pagan Reign, Riger, Sycronomica, Týr, Urgehal, Vreid, Wolfchant, Taake (cancellato a seguito dello "scandalo della svastica")

### Edizione 2006
7, 8 aprile
Creature, Equilibrium, Fallen Yggdrasil, Gernotshagen, Helheim, Korpiklaani, Menhir, Moonsorrow, Nomans Land, Óðrerir, Orlog, Primordial, Riger, Skyforger, Thrudvangar, Turisas, XIV Dark Centuries, Varg, Black Messiah (cancellato per superamento orari consentiti dall'autorità), Sycronomica (cancellato per malattia).

### Edizione 2005
12 marzo
Circle of Obscurity, Conspiracy, Eisregen, Equilibrium, Helangår, Månegarm, Menhir, Mortal Intention, Thirdmoon, XIV Dark Centuries

### Edizione 2004
Circle of Obscurity, Daemonilatria, Defection, Killing Spree, Obstinacy, Possession, Voodoma